# Марк Педуцей Присцін
Марк Педу́цей Присці́н (лат. Marcus Peducaeus Priscinus; I—II століття) — політичний і державний діяч часів Римської імперії, ординарний консул 110 року.

## Біографія
Походив з роду Педуцеїв, відомого ще за часів Римської республіки. Його батьком був Квінт Педуцей Присцін, консул 93 року.
У 110 році, за правління імператора Траяна, займав посаду ординарного консула разом з Сервієм Корнелієм Сципіоном Сальвідієном Орфітом. Протягом 124-125 років перебував на посаді проконсула Азії.
З того часу про подальшу долю Марка Педуцея Присціна згадок немає.

## Родина
- син Марк Педуцей Стлога Присцін, консул 141 року.